# サトノティターン
サトノティターン（英: Satono Titan）は、日本の競走馬。主な勝ち鞍は2019年のマーチステークス（GIII）。馬名の意味は「冠名＋巨大な体を持つ神」。

## 戦績
2013年5月5日、北海道安平町のノーザンファームで誕生。2014年のセレクトセール1歳馬市場に上場され、里見治によって3500万円（税別）で落札された。
育成はノーザンファーム空港牧場R1厩舎で行われたが、体質の弱さと大型馬特有の脚元の不安で調整は遅れる。美浦・堀宣行厩舎からデビューを果たしたのは3歳（2016年）7月で、既走馬に混じって初勝利を挙げたが、2戦目を迎えるまでには10ヶ月の休養を要した。その2戦目では直線で逃げ馬を交わして先頭に立った途端に外に向かって逸走し、さらに内外に蛇行しながら2馬身半差で勝利し、荒削りながら優れた素質を示している。しかし、4歳（2017年）終了時点では僅か3戦しかレースを使えていなかった。そのような状況でも、堀厩舎、ノーザンファーム空港牧場、ノーザンファームしがらきのスタッフはサトノティターンをいい状態でレースに送り出すための努力を重ねてきた。
2019年の金蹄ステークスで1着となりオープンに昇格すると、次戦のマーチステークスで8番人気ながら直線で外から差し切り勝ちを収め、初重賞制覇を果たす。同レース出走時の馬体重572kgは1986年の京王杯スプリングカップ制覇時のトーアファルコン(570㎏)を超える史上最重量でのJRA重賞制覇となった（その後、2023年のプロキオンステークスでドンフランキーが更新）。2018年からオーナーとなっている里見治紀にとっても初の重賞制覇であった。レース後、治紀の父で前オーナーの里見治は報道陣の取材に対し、「北斗の拳に出てくる黒王のような馬ですね」と表現した。
同年秋はブラジルカップを快勝し、ライアン・ムーアとのコンビでチャンピオンズカップに出走したが、ブービーの15着に沈んだ。ムーアは「もう少し距離が欲しい感じ」とコメントした。
2020年は2月のダイヤモンドステークスから始動し8着。その後、オープン特別のブリリアントステークスとスレイプニルステークスは共に3着と好走。しかし、8月のエルムステークスは見せ場なく13着と惨敗。12月6日のチャンピオンズカップ出走時の体重が592kgとなり、JRAG1史上最高体重での出走となったが、14着に終わる。
2021年6月19日のスレイプニルステークス6着を最後に現役を引退。引退後はノーザンホースパークで乗馬となる。2025年5月現在は、アルフレードやハヤブサナンデクンとともに帯広畜産大学馬術部に繋養されている。

## 競走成績
以下の内容は、netkeiba.comの情報に基づく。
| 競走日     | 競馬場 | 競走名          | 格       | 距離（馬場）  | 頭 数 | 枠 番 | 馬 番 | オッズ （人気） | 着順 | タイム （上り3F） | 着差 | 騎手          | 斤量 [kg] | 1着馬（2着馬）       | 馬体重 [kg] |
| ---------- | ------ | --------------- | -------- | ------------- | ----- | ----- | ----- | --------------- | ---- | ----------------- | ---- | ------------- | --------- | -------------------- | ----------- |
| 2016.07.30 | 新潟   | 3歳未勝利       |          | ダ1800m（良） | 12    | 7     | 10    | 008.60（5人）   | 01着 | R1:54.8（37.4）   | -0.1 | 0石橋脩       | 56        | （アオテン）         | 556         |
| 2017.06.04 | 東京   | 3歳上500万下    |          | ダ2100m（良） | 16    | 8     | 16    | 006.90（3人）   | 01着 | R2:13.2（38.9）   | -0.4 | 0J.モレイラ   | 57        | （ハッスルバッスル） | 568         |
| 0000.11.04 | 東京   | 3歳上1000万下   |          | ダ2100m（良） | 16    | 4     | 7     | 006.60（5人）   | 04着 | R2:12.4（35.9）   | -0.6 | 0石橋脩       | 57        | ストライクイーグル   | 562         |
| 2018.05.09 | 東京   | 是政特別        | 1000万下 | ダ2100m（良） | 16    | 6     | 12    | 003.00（1人）   | 01着 | R2:12.0（36.7）   | -1.0 | 0H.ボウマン   | 57        | （サノサマー）       | 572         |
| 0000.07.14 | 中京   | マレーシアC     | 1600万下 | 芝2000m（良） | 6     | 1     | 1     | 002.10（1人）   | 04着 | R2:01.0（34.2）   | -0.3 | 0M.デムーロ   | 57        | エンジニア           | 570         |
| 0000.11.04 | 東京   | 晩秋S           | 1600万下 | ダ2100m（良） | 11    | 2     | 2     | 002.50（1人）   | 02着 | R2:11.8（36.9）   | -0.1 | 0田辺裕信     | 57        | ホーリーブレイズ     | 578         |
| 0000.11.24 | 京都   | 花園S           | 1600万下 | ダ1900m（良） | 16    | 8     | 16    | 002.70（1人）   | 11着 | R1:59.1（38.1）   | -1.3 | 0J.モレイラ   | 56        | エイコーン           | 576         |
| 2019.02.16 | 東京   | 金蹄S           | 1600万下 | ダ2100m（良） | 12    | 2     | 2     | 006.80（4人）   | 01着 | R2:10.7（36.7）   | -0.6 | 0石橋脩       | 57        | （デザートスネーク） | 572         |
| 0000.03.24 | 中山   | マーチS         | GIII     | ダ1800m（良） | 16    | 5     | 10    | 014.90（8人）   | 01着 | R1:52.3（36.6）   | -0.2 | 0石橋脩       | 55        | （ロンドンタウン）   | 572         |
| 0000.05.18 | 京都   | 平安S           | GIII     | ダ1900m（良） | 16    | 8     | 15    | 010.70（6人）   | 09着 | R1:59.1（37.9）   | -1.0 | 0石橋脩       | 57        | チュウワウィザード   | 570         |
| 0000.08.11 | 札幌   | エルムS         | GIII     | ダ1700m（稍） | 14    | 4     | 6     | 010.00（4人）   | 03着 | R1:42.4（36.0）   | -0.5 | 0藤岡佑介     | 57        | モズアトラクション   | 580         |
| 0000.10.20 | 東京   | ブラジルC       | L        | ダ2100m（重） | 16    | 7     | 13    | 002.20（1人）   | 01着 | R2:08.0（36.2）   | -0.6 | 0A.シュタルケ | 57        | （メイプルブラザー） | 574         |
| 0000.12.01 | 中京   | チャンピオンズC | GI       | ダ1800m（良） | 16    | 5     | 9     | 020.50（7人）   | 15着 | R1:50.5（37.3）   | -2.0 | 0R.ムーア     | 57        | クリソベリル         | 580         |
| 2020.02.22 | 東京   | ダイヤモンドS   | GIII     | 芝3400m（良） | 16    | 5     | 10    | 068.1（11人）   | 08着 | R3:33.5（39.4）   | -2.3 | 0石橋脩       | 57        | ミライヘノツバサ     | 588         |
| 0000.05.10 | 東京   | ブリリアントS   | L        | ダ2100m（良） | 16    | 5     | 10    | 003.10（1人）   | 03着 | R2:10.2（36.0）   | -0.1 | 0D.レーン     | 58        | エルデュクラージュ   | 586         |
| 0000.06.06 | 東京   | スレイプニルS   | OP       | ダ2100m（良） | 10    | 8     | 10    | 004.00（2人）   | 03着 | R2:10.3（35.5）   | -0.4 | 0D.レーン     | 59        | エルデュクラージュ   | 582         |
| 0000.08.09 | 札幌   | エルムS         | GIII     | ダ1700m（良） | 14    | 3     | 3     | 019.00（8人）   | 13着 | R1:45.9（37.7）   | -2.5 | 0藤岡康太     | 56        | タイムフライヤー     | 584         |
| 0000.12.06 | 中京   | チャンピオンズC | GI       | ダ1800m（良） | 16    | 8     | 16    | 546.9（16人）   | 14着 | R1:51.6（37.8）   | -2.3 | 0藤岡康太     | 57        | チュウワウィザード   | 592         |
| 2021.06.19 | 東京   | スレイプニルS   | OP       | ダ2100m（重） | 16    | 6     | 12    | 038.1（10人）   | 06着 | R2:09.3（37.5）   | -1.3 | 0石橋脩       | 59        | ハヤヤッコ           | 588         |

## 血統表
| サトノティターンの血統             | サトノティターンの血統            | サトノティターンの血統 | （血統表の出典）    | （血統表の出典） |
| 父系                               | ロベルト系                        | ロベルト系             | ロベルト系          | [ § 2 ]          |
| 父 *シンボリクリスエス 1999 黒鹿毛 | 父の父Kris S. 1977 黒鹿毛         | Roberto                | Hail to Reason      | Hail to Reason   |
| 父 *シンボリクリスエス 1999 黒鹿毛 | 父の父Kris S. 1977 黒鹿毛         | Roberto                | Bramalea            |                  |
| 父 *シンボリクリスエス 1999 黒鹿毛 | 父の父Kris S. 1977 黒鹿毛         | Sharp Queen            | Princequillo        | Princequillo     |
| 父 *シンボリクリスエス 1999 黒鹿毛 | 父の父Kris S. 1977 黒鹿毛         | Sharp Queen            | Bridgework          |                  |
| 父 *シンボリクリスエス 1999 黒鹿毛 | 父の母Tee Kay 1991 黒鹿毛         | Gold Meridian          | Seattle Slew        | Seattle Slew     |
| 父 *シンボリクリスエス 1999 黒鹿毛 | 父の母Tee Kay 1991 黒鹿毛         | Gold Meridian          | Queen Louie         |                  |
| 父 *シンボリクリスエス 1999 黒鹿毛 | 父の母Tee Kay 1991 黒鹿毛         | Tri Argo               | Tri Jet             | Tri Jet          |
| 父 *シンボリクリスエス 1999 黒鹿毛 | 父の母Tee Kay 1991 黒鹿毛         | Tri Argo               | Hail Proudly        |                  |
| 母 *マチカネチコウヨレ 1999 栗毛   | 母の父Deputy Minister 1979 黒鹿毛 | Vice Regent            | Northern Dancer     | Northern Dancer  |
| 母 *マチカネチコウヨレ 1999 栗毛   | 母の父Deputy Minister 1979 黒鹿毛 | Vice Regent            | Victoria Regina     |                  |
| 母 *マチカネチコウヨレ 1999 栗毛   | 母の父Deputy Minister 1979 黒鹿毛 | Mint Copy              | Bunty's Flight      | Bunty's Flight   |
| 母 *マチカネチコウヨレ 1999 栗毛   | 母の父Deputy Minister 1979 黒鹿毛 | Mint Copy              | Shakney             |                  |
| 母 *マチカネチコウヨレ 1999 栗毛   | 母の母Alysbelle 1989 鹿毛         | Alydar                 | Raise a Native      | Raise a Native   |
| 母 *マチカネチコウヨレ 1999 栗毛   | 母の母Alysbelle 1989 鹿毛         | Alydar                 | Sweet Tooth         |                  |
| 母 *マチカネチコウヨレ 1999 栗毛   | 母の母Alysbelle 1989 鹿毛         | Bel Sheba              | Lt. Stevens         | Lt. Stevens      |
| 母 *マチカネチコウヨレ 1999 栗毛   | 母の母Alysbelle 1989 鹿毛         | Bel Sheba              | Belthazar           |                  |
| 母系(F-No.)                        | 20号族(FN:F20)                    | 20号族(FN:F20)         | 20号族(FN:F20)      | [ § 3 ]          |
| 5代内の近親交配                    | 5代内アウトブリード               | 5代内アウトブリード    | 5代内アウトブリード | [ § 4 ]          |
| 出典                               | 1. 2. 3. 4.                       | 1. 2. 3. 4.            | 1. 2. 3. 4.         | 1. 2. 3. 4.      |

- 母マチカネチコウヨレは未出走[14]。
- 全兄にエルムステークスを勝ったマチカネニホンバレがいる[14]。
- 伯父にアルゼンチン共和国杯、アメリカジョッキークラブカップを勝ったマチカネキンノホシがいる[14]。
- そのほかの近親にシングザットソング（フィリーズレビュー）、アリシーバ（BCクラシックほか）。